# Polska na Halowych Mistrzostwach Europy w Lekkoatletyce 1983
Polska na Halowych Mistrzostwach Europy w Lekkoatletyce 1983 – reprezentacja Polski podczas zawodów w Budapeszcie zdobyła tylko jeden brązowy medal.

## Wyniki reprezentantów Polski

### Mężczyźni
- bieg na 60 m
  - Arkadiusz Janiak zajął 6. miejsce
- bieg na 200 m
  - Czesław Prądzyński odpadł w półfinale
- bieg na 60 m przez płotki
  - Romuald Giegiel zajął 6. miejsce
- skok wzwyż
  - Mirosław Włodarczyk zajął 3.-4. miejsce
  - Dariusz Zielke zajął 8. miejsce
  - Dariusz Biczysko zajął 10. miejsce
- skok o tyczce
  - Tadeusz Ślusarski zajął 5. miejsce
  - Władysław Kozakiewicz zajął 9. miejsce
  - Marian Kolasa zajął 12. miejsce
- skok w dal
  - Andrzej Klimaszewski zajął 5. miejsce